# Фолицо
Фолѝцо (на италиански: Foglizzo; на пиемонтски: Fojiss, Фойис) е село и община в Метрополен град Торино, регион Пиемонт, Северна Италия. Разположено е на 247 m надморска височина. Към 1 януари 2020 г. населението на общината е 2284 души, от които 160 са чужди граждани.